# 癡兀大慧
癡兀大慧（ちこつ だいえ、1229年（寛喜元年） - 1312年12月20日（正和元年11月22日））は、鎌倉時代の僧である。伊勢国出身。平清盛の子孫とする説がある。
天台宗や真言宗の教えに精通した僧であったが、東福寺の円爾に論争を挑んだところ、逆に感化されてその弟子となった。